# Суторина
Суторина е село в Черна гора.

## Териториален спор
От XIV век територията е част от Босна и Херцеговина. През 1936-1947 г. властите на Югославия го определят към Черна гора.
Спорът за Суторина, т.е. за босненско-херцеговинския излаз на которския залив, излиза като международен такъв във връзка с войните в бивша Югославия е повдигнат през 2006 г. от Босна и Херцеговина, а преговори започват през 2008 г. След намесата на САЩ в спора на 26 август 2015 г. във Виена е подписан договор за границите между Черна гора и Босна и Херцеговина, според който територията на Суторина остава за Черна гора.